# The Barber of Little Rock
The Barber of Little Rock é um documentário em curta-metragem estadunidense de 2023 dirigido por John Hoffman e Christine Turner.

## Enredo
O filme examina a crescente disparidade de riqueza racial na América através da história de Arlo Washington, um cabeleireiro local cuja abordagem visionária para uma economia equitativa pode ser encontrada no People Trust, um banco comunitário sem fins lucrativos que ele fundou. Tendo experimentado em primeira mão os efeitos da pobreza geracional e do racismo estrutural, Arlo compreende a sua cidade natal, Little Rock, e a profunda desconfiança em relação às instituições financeiras que historicamente excluíram a sua comunidade da estabilidade financeira e da mobilidade económica. Sendo o único banco num raio de dez milhas, o People Trust of Arlo promove o progresso económico para residentes mal servidos e com poucos bancos, proporcionando um farol económico de esperança que poderá remodelar o futuro do sistema bancário.

## Lançamento
O filme estreou no Indy Shorts International Film Festival em Nova Iorque em 21 de julho de 2023. Em novembro de 2023, os direitos do filme foram adquiridos pela revista The New Yorker, que posteriormente postou o filme em seu site.

## Prêmios e indicações
| Premiação | Data de cerimônia   | Categoria                             | Recipiente(s)                   | Resultado | Ref.  |
| --------- | ------------------- | ------------------------------------- | ------------------------------- | --------- | ----- |
| Oscar     | 10 de março de 2024 | Melhor documentário em curta-metragem | John Hoffman e Christine Turner | Pendente  | [ 3 ] |